# Niederrhein-Gesetz
Das Gesetz zur Neugliederung der Gemeinden und Kreise des Neugliederungsraumes Niederrhein (Niederrhein-Gesetz) vom 9. Juli 1974 beinhaltet die Gebietsreform in der Region Niederrhein auf der kommunalen Ebene.
Das Niederrhein-Gesetz fällt im Vergleich zu den anderen Gesetzen, welche am 1. Januar 1975 in Kraft traten und die Gemeinden und Kreise neu gliederten, weniger umfangreich aus. Dies ist dadurch bedingt, dass dieses Gesetz ein kleineres Gebiet abdeckt, außerdem fanden auf diesem Gebiet bereits vorher Neugliederungen auf Gemeindeebene statt. Diese wurden durch das Geldern-Gesetz, das Kleve-Gesetz, das Moers-Gesetz und das Rees-Gesetz geregelt.

## I. Abschnitt: Gebietsänderungen im Bereich der Gemeinden
§ 1 Stadt Dinslaken/Gemeinde Voerde
Der Ort Eppinghoven wurde bisher von der Gemeinde Voerde (Niederrhein) und der Stadt Walsum aufgeteilt. Durch dieses Gesetz wird sie vollständig der Stadt Dinslaken zugeordnet, die dadurch an den Rhein angeschlossen wurde. Im Gegenzug werden einige Fluren von Dinslaken nach Voerde umgegliedert.
§ 2 Stadt Wesel
Die Stadt Wesel wurde bereits durch das Rees-Gesetz vergrößert. Jetzt kommen noch die bisherigen Gemeinden Bislich und Diersfordt des Amtes Ringenberg, die Gemeinde Büderich des Kreises Moers sowie Flurstücke der Gemeinden Voerde, Hamminkeln und Hünxe hinzu.
§ 3 Gemeinde Hünxe
Die neue Gemeinde Hünxe wird aus Gemeinden sowohl des Kreises Rees als auch des Kreises Dinslaken gebildet. Dies sind die Gemeinden Gartrop-Bühl und Hünxe des Amtes Gahlen (Kreis Dinslaken), Drevenack und Krudenburg des Amtes Schermbeck (Kreis Rees). Die neue Gemeinde ist Rechtsnachfolgerin des Amtes Gahlen. Mit der Gemeinde Voerde findet ferner ein Gebietstausch statt.
§ 4 Gemeinde Schermbeck
Das Amt Schermbeck wird aufgelöst. Sechs Gemeinden des Amtes, namentlich Bricht, Damm, Dämmerwald, Overbeck, Schermbeck und Weselerwald, fusionieren zu einer neuen Gemeinde Schermbeck. Hinzu kommen die Gemeinde Gahlen des Amtes Gahlen und die Gemeinde Altschermbeck des Amtes Hervest-Dorsten (Kreis Recklinghausen).
Die übrigen Gemeinden des Amtes Hervest-Dorsten sowie einige Fluren von Gahlen und Altschermbeck werden mit dem Ruhrgebiet-Gesetz nach Dorsten eingegliedert.
§ 5 Gemeinde Hamminkeln
Die Gemeinden Hamminkeln und Ringenberg des Amtes Ringenberg mit Sitz in Hamminkeln werden mit Brünen (Amt Schermbeck), Loikum und Wertherbruch (Amt Haldern) sowie das bisher westfälische Dingden (Kreis Borken) fusionieren zu einer neuen Gemeinde Hamminkeln, welche Rechtsnachfolgerin des Amtes Ringenberg ist. Hinzu kommen Gebiete der Gemeinden Bislich, Diersfordt, Haffen-Mehr, Haldern und Wesel. Seit 1995 darf sich Hamminkeln Stadt nennen.
§ 6 Stadt Rees
Die Stadt Rees wird mit Empel, Millingen (beide Amt Millingen), Groin, Haffen-Mehr, Haldern und Heeren-Herken (alle Amt Haldern) zu einer neuen Stadt Rees vereinigt. Die Ämter Millingen und Haldern werden von der neuen Stadt abgewickelt.
§ 7 Stadt Emmerich
Die bis 1963 niederländische Gemeinde Elten blieb vom Rees-Gesetz verschont und eigenständig. Jetzt wird sie, genauso wie die anderen Gemeinden des ehemaligen Amtes Elten, nach Emmerich eingegliedert, ebenso einige Fluren der Stadt Rees.
§ 8 Stadt Kamp-Lintfort
Die Stadt Kamp-Lintfort konnte sich erfolgreich gegen eine drohende Eingemeindung nach Duisburg wehren. Sie bleibt in ihrer alten Form weiter bestehen, es werden lediglich Fluren der Gemeinden Rheinkamp und Neukirchen-Vluyn eingemeindet.
§ 9 Stadt Rheinberg
Die Stadt Orsoy und die Gemeinden Borth und Budberg werden aufgelöst. Ihre Gebiete werden in die Stadt Rheinberg eingegliedert, ebenso Teile der Gemeinden Alpen und Rheinkamp.
§ 10 Stadt Xanten/Gemeinde Alpen
Die Stadt Xanten, die durch das Moers-Gesetz vergrößert wurde, erhält ein Gebiet der Gemeinde Sonsbeck. Die Gemeinde Alpen, ebenfalls durch das Moers-Gesetz vergrößert, erhält Fluren der Stadt Xanten und der Stadt Rheinberg.

## II. Abschnitt: Gebietsänderungen im Kreisbereich
§ 11 Kreis Wesel
Aus den Städten und Gemeinden Alpen, Dinslaken, Hünxe, Kamp-Lintfort, Moers, Neukirchen-Vluyn, Rheinberg, Hamminkeln, Schermbeck, Sonsbeck, Voerde, Wesel und Xanten wird der neue Kreis Wesel gebildet. Er hat seinen Sitz in der namensgebenden Stadt Wesel und ist Rechtsnachfolger der Kreise Dinslaken, Moers und Rees. Die drei Kreise gehen jedoch nicht vollständig im neuen Kreis auf: Durch das Ruhrgebiet-Gesetz werden Walsum (bisher Kreis Dinslaken), Homberg, Rheinhausen, Rumeln-Kaldenhausen  sowie der Ortsteil Baerl der Gemeinde Rheinkamp (bisher Kreis Moers) nach Duisburg eingemeindet, das übrige Gebiet Rheinkamps geht in der neuen Stadt Moers auf, die dadurch zur größten Stadt Deutschlands wird, die weder Kreisstadt noch kreisfreie Stadt ist. Die bisher zum Kreis Rees gehörige Stadt Isselburg und die Gemeinden Heelden und Vehlingen des Amtes Millingen hingegen werden mit anderen Gemeinden (zuzüglich einiger Fluren von Wertherbruch) zu einer neuen Stadt Isselburg zusammengeschlossen. Diese wird in den Kreis Borken eingegliedert und dadurch faktisch westfälisch. Ferner wird ein Gebiet der Gemeinde Dingden nach Bocholt eingemeindet.
§ 12 Kreis Kleve
Der Kreis Kleve mit seinen Gemeinden Bedburg-Hau, Goch, Kalkar, Kleve, Kranenburg und Uedem und der Kreis Geldern mit den Gemeinden Geldern, Issum, Kerken, Kevelaer, Straelen, Weeze und Wachtendonk sowie die Städte Emmerich und Rees des Kreises Rees und die Gemeinde Rheurdt des Kreises Moers gehen in einem neuen Kreis Kleve auf. Sein Sitz befindet sich im namensgebenden Kleve.

## III. Abschnitt: Schlussbestimmungen
§ 13 Schlussbestimmungen
Verschiedene Bestimmungen und Maßgaben werden vom Gesetzgeber bestätigt und erlassen.
§ 14 Amtsgerichte
Die Gemeinden Hamminkeln, Hünxe und Schermbeck werden dem Amtsgericht Wesel zugeordnet. Rheurdt gehört bis zum 30. Juni 1975 zum Amtsgericht Moers, Wachtendonk zum Amtsgericht Kempen. Ab dem 1. Juli 1975 gehören beide Gemeinden zum Amtsgerichtsbezirk Geldern. Am selben Tag wird das Amtsgericht Rees aufgehoben, die Stadt Rees wird dem Amtsgericht Emmerich unterstellt.
§ 15 Verwaltungsgericht Düsseldorf
Die Kreise Kleve und Wesel werden dem Verwaltungsgericht Düsseldorf unterstellt.
§ 16 Inkrafttreten
Das Gesetz tritt am 1. Januar 1975 in Kraft.